# Pozos de Mondar
Pozos de Mondar es una localidad del municipio de La Mata de Ledesma, en la comarca de Tierra de Ledesma, provincia de Salamanca, España. 

## Historia
La fundación de Pozos de Mondar se remonta a la Edad Media, obedeciendo a las repoblaciones efectuadas por los reyes leoneses en la Alta Edad Media, que lo ubicaron en la jurisdicción de Ledesma, dentro del Reino de León, denominándose en el siglo XIII Pozos.
Con la creación de las actuales provincias en 1833, Pozos de Mondar, ya perteneciente a La Mata de Ledesma, quedó encuadrado en la provincia de Salamanca, dentro de la Región Leonesa.

## Demografía
En 2017 Pozos de Mondar contaba con una población de 15 habitantes, de los cuales 8 eran varones y 7 mujeres (INE 2017).
| Gráfica de evolución demográfica de Pozos de Mondar entre 2000 y 2017                    |
|                                                                                          |
| Fuente: Instituto Nacional de Estadística de España - Elaboración gráfica por Wikipedia. |

## Monumentos
- Iglesia de San Cebrián. Actualmente se halla abandonada y en ruina total, conservándose el antiguo arco de entrada a la iglesia.